# 民族街道 (鄂尔多斯市)
民族街道是中华人民共和国内蒙古自治区鄂尔多斯市东胜区下辖的一个街道办事处。

## 行政区划
民族街道下辖以下村级行政区划单位：
苏力德社区、永兴社区、乌兰社区、新建社区、陈家渠社区、碾盘梁村。